# 委內瑞拉環空BN-2A-27墜毀事件
委內瑞拉環空BN-2A-27墜毀事件是指在2013年1月4日時，一架計畫從委內瑞拉洛斯羅克斯機場飛往邁克蒂亞西蒙·玻利瓦爾國際機場的布里頓-諾曼海島人飛機在飛行過程中失去聯繫，最後確認飛機已經墜毀。